# 창왕 : 스피드 4초
창왕 : 스피드 4초(鎗王: Double Tap)는 홍콩에서 제작된 나지량 감독의 2000년 영화이다. 장국영 등이 주연으로 출연하였고 이동승 등이 제작에 참여하였다.

## 출연

### 주연
- 장국영

### 조연
- 방중신
- 황탁령
- 진법용
- 곡덕소
- 방평
- 장민광